# Liczba koordynacyjna
Liczba koordynacyjna w chemii dotyczy głównie związków kompleksowych i związków metaloorganicznych i jest definiowana, na trzy, nieco różne sposoby:
1. Jest to liczba atomów przyłączona bezpośrednio do atomu centralnego kompleksu (zwykle metalu)
2. Jest to liczba bezpośrednich wiązań σ występujących między centralnym atomem a ligandami do niego przyczepionymi.
3. Jest to liczba par elektronów, które znajdują się na wszystkich wiązaniach, którymi ligandy są bezpośrednio przyłączone do centralnego atomu w kompleksie.

Liczba koordynacyjna jest wielkością, która służy do stwierdzania, czy dany kompleks jest w stanie przyjąć jeszcze jakieś dodatkowe ligandy, czy też jego sfera koordynacyjna jest już całkowicie zapełniona. Współcześnie jednak, ze względu na trudności w ustalaniu tej liczby dla wielu złożonych związków kompleksowych, odchodzi się od tego pojęcia na rzecz dokładnego obliczania liczby elektronów tworzących układ wiązań danego związku.
Z podanych wyżej definicji, pierwsze dwie są oficjalnie uznane przez komisję terminologiczną IUPAC, zaś trzecia, mimo że formalnie nie uznawana, jest bardzo często stosowana, zwłaszcza w chemii metaloorganicznej. Pierwsza z tych definicji ignoruje fakt, że między metalem atomu, a atomami ligandów mogą występować wiązania wielokrotne. Gdy ligand łączy się w ten sposób z metalem, w rzeczywistości „blokuje” on więcej rzeczywistych miejsc koordynacyjnych, niż to wynika z tej definicji. Druga definicja jest nieco lepsza, ale ignoruje z kolei fakt istnienia ligandów π, które łączą się z metalem wyłącznie przez wiązania π, a zatem według tej definicji nie „blokują” żadnych miejsc koordynacyjnych. W rzeczywistości jednak, po przyłączeniu ligandu π miejsca koordynacyjne są blokowane, tak jak to wynika z rachunku elektronów.
Ostatnia definicja najlepiej „przekłada” liczbę elektronów uczestniczących w powstaniu wiązań między metalem i ligandami na liczbę koordynacyjną, ale z różnych względów nie jest powszechnie akceptowana. Definicje 2 i 3 ignorują istnienie kompleksów przyłączeniowych, gdzie zamiast wiązań atomowych jony są związane przyciąganiem elektrostatycznym.
W przypadku wielu związków kompleksowych zastosowanie do nich różnych definicji prowadzi do różnych rezultatów. Np. dla kompleksu cyklopentadienylowego, pokazanego na rysunku poniżej (M = dowolny atom metalu):
według pierwszej definicji liczba koordynacyjna wynosi: 8 (5 atomów węgla przyłączonych bezpośrednio z ligandu cyklopentadienylowego + 3 atomy chloru); według drugiej: 3 (atomy chloru są przyłączone wiązaniami σ, zaś wszystkie atomy węgla z cyklopentadienylu wiązaniami π); wreszcie według trzeciej jest to dla M = np. Mangan 9, gdyż w tworzeniu całego układu wiązań uczestniczy łącznie 18 elektronów (z manganu 7 + 5 z ligandu cyklopentadienylowego + 2×3 z ligandów chlorkowych).